# Porphyrinia transmittens
Porphyrinia transmittens är en fjärilsart som beskrevs av Hugo Theodor Christoph 1893. Porphyrinia transmittens ingår i släktet Porphyrinia och familjen nattflyn. Inga underarter finns listade i Catalogue of Life.